# Музей хустки

## Музей хустки

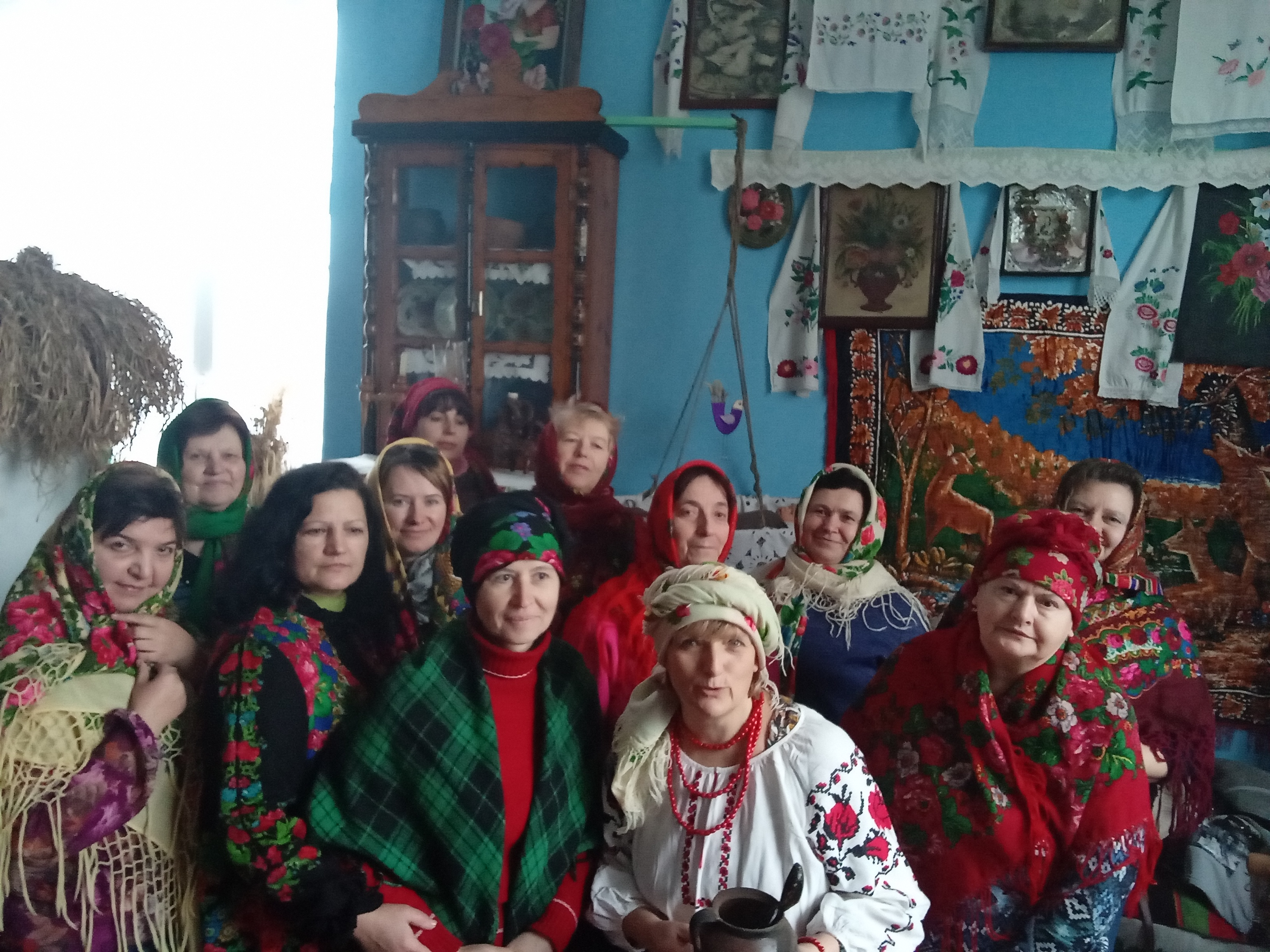
Екскурсія бібліотекарів Музей хустки Завадинці 2025

Музей хустки — етнографічна виставкова експозиція, відкрита 12 грудня 2024 року у селі Завадинці Городоцької територіальної громади Хмельницької області. Музей присвячено українській хустці як елементу національного жіночого вбрання, символу краси, оберегу та частині обрядової культури.

## Історія створення
Ініціаторками створення музею стали Анжела Дацько, завідувачка Завадинецького сільського клубу, та Олена Мельник — бібліотекарка Завадинецької сільської бібліотеки-філії Городоцької центральної публічної бібліотеки. Музей облаштовано у приміщенні сільського клубу.
До збору експонатів долучилися мешканці не лише Завадинців, а й інших населених пунктів — Лісогірки, Яромирки, Сирватинець, Ярмолинець, а також жителі міста Хмельницький. На момент відкриття експозиція налічувала 294 хустки. Колекція постійно поповнюється.

## Експозиція
У музеї представлені різні типи хусток: канадські, турецькі, сучасні, давні, святкові, повсякденні та траурні. Вони демонструють різноманіття тканин, технік оздоблення й орнаментів, а також символіку, притаманну українській культурі.
Окрему увагу в експозиції займають так звані «барашкові» хустки — святкові вироби, оздоблені крученою ниткою, що нагадує смушок. Їх носили разом із кожухами у великі свята. Також можна побачити хустки із зображеннями національних символів — маків, калини, колосків, соняшників.
Серед експонатів є «шалянові» хустки — мануфактурні вовняні вироби, які на Поділлі називали «шалінка», «напівшалінка» залежно від тканини.

## Значення
Хустка в українській традиції — не лише предмет одягу, а й сакральний символ, що супроводжував жінку протягом усього життя: у свята, на весіллі, в горі та в радості. У Завадинцях музей хустки став осередком збереження народної пам’яті, культурної спадщини та сімейних історій.

## Відео
- [Відео з відкриття музею хустки (YouTube)](https://www.youtube.com/watch?v=gpc0v1BXGH0)